# Michael Wilson (Politiker, 1934)
Hon. Michael Minell Wilson, AM (* 9. Januar 1934) ist ein australischer Politiker der Liberal Mouvemant und später der Liberal Party, der zwischen 1977 und 1985 Mitglied des South Australian House of Assembly sowie zeitweise Minister war. 

## Leben
Michael Minell Wilson kandidierte bei der Senatswahl am 13. Dezember 1975 für die Liberal Movement für den Bundesstaat South Australia für ein Mandat im Australischen Senat, belegte mit 215 Stimmen jedoch nur den zweiten Platz der sechs Kandidaten seiner Partei, von denen lediglich der ehemalige Premier von Südaustralien, Steele Hall, zum Bundessenator gewählt wurde.
Bei der Wahl am 17. September 1977 wurde Wilson für die Liberal Party als Nachfolger seines Parteifreundes John Coumbe im Wahlkreis Torrens erstmals zum Mitglied der South Australian House of Assembly gewählt, des Unterhauses des Parlaments von South Australia, und vertrat diesen Wahlkreis bis zu dessen Auflösung am 6. Dezember 1985.
Nach dem Sieg der Liberal Party bei der Wahl am 15. September 1979 wurde Michael Wilson am 18. September 1979 in die Regierung von Premier David Tonkin berufen und fungierte in dieser bis zum 10. November 1982 zeitgleich als Verkehrsminister (Minister of Transport) sowie als Minister für Freizeit und Sport (Minister of Recreation and Sport). Zuletzt war er außerdem zwischen dem 5. März und dem 10. November 1982 noch Minister für Meeresangelegenheiten (Minister of Marine). Als Verkehrsminister war er maßgeblich am Bau der O-Bahn Adelaide verantwortlich. Am 13. Januar 1983 wurde ihm der Höflichkeitstitel The Honourable verliehen.
Nach seinem Ausscheiden aus der Legislativversammlung engagierte sich Wilson für das Kinderhilfswerk der Vereinten Nationen UNICEF und wurde für seine dortige Tätigkeit und seine Verdienste um das Parlament Südaustraliens im Rahmen der Birthday Honours am 13. Juni 1985 zum Member des Order of Australia (AM) ernannt.

## Hintergrundliteratur
- Parliament of South Australia: Statistical Record of the Legislature 1836–2007 (Memento vom 11. März 2019 im Internet Archive)